# Martha M. Robbins
Martha M. Robbins (1967) és una primatòloga estatunidenca, experta en zoologia, ecologia i antropologia biològica els seus estudis s'han centrat en el comportament social, les estratègies reproductives, la dinàmica de població, l'endocrinologia i la genètica dels goril·les, tot treballant per la conservació d'aquests grans simis en perill d'extinció. Actualment és investigadora del Departament de Primatologia de l'Institut Max Planck d'Antropologia Evolutiva.

## Formació i trajectòria professional
Es va llicenciar en biologia i psicologia a la Universitat de Carolina del Sud (1989) i es va doctorar en zoologia per la Universitat de Wisconsin (1996). Va començar la seva carrera com a investigadora a principis de la dècada de 1990 al Centre d'Investigació Karisoke, a Ruanda, on va realitzar la seva investigació de doctorat sobre els goril·les de muntanya. Posteriorment va començar un projecte de recerca a llarg termini en el Parc Nacional de la selva impenetrable de Bwindi, Uganda, per estudiar la població dels goril·les de muntanya. El 2005 va iniciar el projecte al Parc Nacional de Loango, Gabon, per estudiar un grup de goril·les de les planes occidental. També ha col·laborat amb diverses ONG i organitzacions com per exemple la Dian Fossey Gorilla Fund International (Digit Fund) o amb el Projecte Goril·les de Mbeli Bai entre d'altres. Com a docent ha estat professora del Departament de Psicologia de la Universitat de Wisconsin i des del 1998 és investigador associada de l'Institut Max Planck d'Antropologia Evolutiva.
És autora de nombrosos articles d'investigació i editora i coautora de llibres científics. També ha participat en diversos documentals com per exemple Berggorillas - Ugandas sanfte Riesen  en què explica la seva investigació sobre els goril·les de muntanya de Bwindi, i els vincles entre la conservació i les comunitats circumdants. També com a fotògrafa a il·lustrat articles de revistes especialitzades en la natura com National Geographic.